# Bilokalnik
Bilokalnik, poduzeće u gradu Koprivnici. Osnovano 1960., kada počinje s radom pilana. Drvna, građevinska i papirna industrija. Ime poduzeća dolazi od dviju hrvatskih gora - Bilogora i Kalnik.

## Vanjske poveznice
- Službena stranica poduzeća  Arhivirana inačica izvorne stranice od 8. kolovoza 2017. (Wayback Machine)